# Squalo (sommergibile 1906)
Lo Squalo è stato un sommergibile della Regia Marina.

## Storia
Dopo il completamento svolse attività addestrativa nelle acque costiere dell'Alto Adriatico, con base a Venezia.
Partecipò alle grandi manovre del 1906, nelle acque di Taranto, e del 1908, nel Tirreno settentrionale.
All'entrata dell'Italia nella prima guerra mondiale era comandante dell'unità il capitano di corvetta Stefano Mellana; il sommergibile divenne caposquadriglia della IV Squadriglia Sommergibili di Venezia.
Svolse numerose missioni di agguato difensivo sulle rotte che conducevano a Venezia.
Il 2 febbraio 1916, durante una missione, fu oggetto dell'attacco di quattro idrovolanti austro-ungarici con il lancio di dodici bombe, tutte andate a vuoto; alcuni uomini dello Squalo aprirono il fuoco con fucili contro gli aerei.
Nel 1917, al comando del tenente di vascello Guido Vianello, fu assegnato alla I Squadriglia Sommergibili basata a Porto Corsini.
Operò ancora in funzione difensiva dei porti di Venezia e Porto Corsini fino a che, nel febbraio 1918, fu messo in riserva e due mesi dopo disarmato perché ormai inefficiente. Fu poi radiato e demolito.
In tutto lo Squalo aveva svolto 79 missioni di guerra, trascorrendo in mare 1443 ore.
La cifra di 1443 ore corrisponde a 60 giorni e 3 ore è sbagliato, mio padre è stato imbarcato sullo Squalo per tutta la guerra e tale cifra vi assicuro non corrisponde al vero.